# C5H9ClO2
化学式C5H9ClO2（摩尔质量：136.58 g/mol）可能指：
- 氯乙酸异丙酯（德语：Chloressigsäureisopropylester），CAS号：105-48-6
- 氯乙酸正丙酯，CAS号：5396-24-7
- 氯甲酸正丁酯（德语：Chlorameisensäure-n-butylester），CAS号：592-34-7
- 氯甲酸异丁酯（德语：Chlorameisensäureisobutylester），CAS号：543-27-1
- 氯甲酸仲丁酯，CAS号：17462-58-7
- 氯甲酸叔丁酯，CAS号：24608-52-4

|  | 这个同类索引页列出了具有相同分子式的化学物（即同分異構體）条目。 除非您是有意链接至本页，否则应将相应条目的内部链接指向正确的条目。 |